# Бої за Бердянськ
Бої за Бердянськ розпочалися після російського вторгнення в Україну 24 лютого 2022 року.

## Перебіг подій
24 лютого, вночі, місто зазнало обстрілів.
25 лютого виконувач обов'язків мера Бердянська повідомив, що у бік Бердянська рухається військова колона.
27 лютого під вечір у Бердянськ з боку села Азовське заїхала колона військової техніки агресора; у багатьох районах міста чути постріли.
28 лютого, вже зранку, Бердянський район окупований російськими військами, проте вплив окупантів лише формальний. Під тиском мітингу містян російські війська відвели свою техніку з центру міста й лишили на всіх установах українські прапори.
Проти ночі на 1 березня ЗСУ завдали удару тактичним ракетним комплексом «Точка-У» по летовищу Бердянська, де окупанти зосередили велику кількість військ.
1 березня, рано вранці, Су-24м нанесли 4 бомбові удари по танкових колонах, колонах механізованої техніки, автоколонах із ПММ на Чернігівщині та поблизу Бердянська. О 08:00 ранку Бердянськ було окуповано, до міста увійшли сили роснацгвардії. Під час захоплення одна людина постраждала і одна загинула, це охоронці підприємства «Бердянські жниварки». Місцевий відділ поліції було розформовано, міська влада відмовилася від співпраці з окупантами, частина комунальних служб продовжила роботу, міський транспорт зупинився.
Окупанти розташувалися в будівлі місцевої ради.ЗСУ знищили їхню техніку на території Бердянського аеродрому, війська РФ завдали ракетних ударів по Бердянському морському торговельному порту.

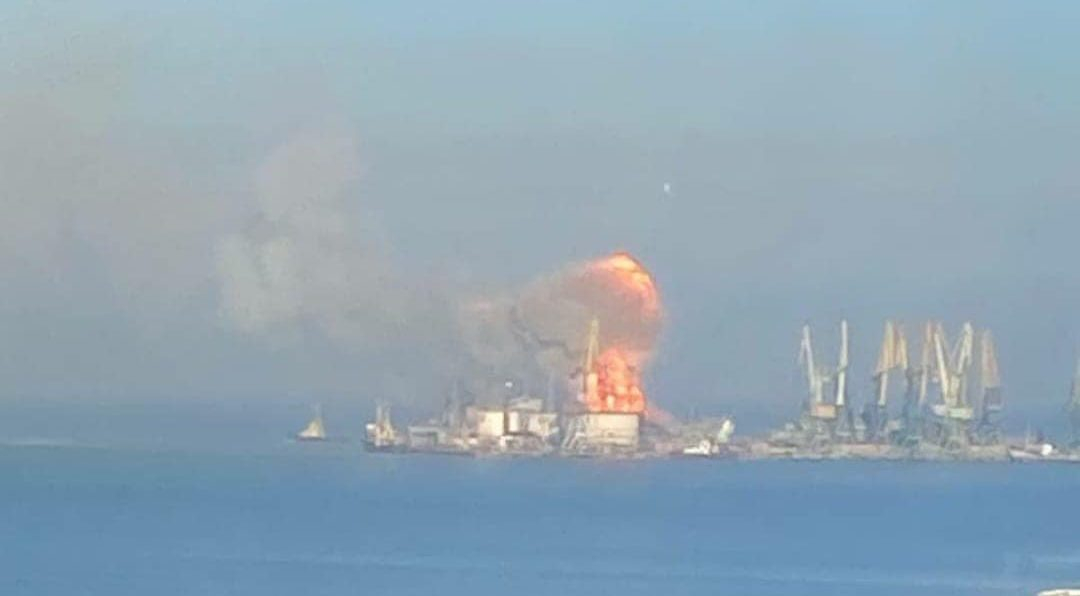
Десантний корабель «Саратов» 24 березня

24 березня Великий десантний корабель «Саратов» був знищений українськими військами за допомогою ракети «Точка-У». Через складність підтвердження інформації ряд українських та світових. ЗМІ спочатку повідомили про знищення іншого корабля цього ж проєкту — БДК «Орськ». Також від ракетного удару отримали пошкодження та втрати серед екіпажів (3 загиблих, 11 поранених) десантні кораблі «Куніков» та «Новочеркаськ».
2 червня пролунав вибух біля порту Бердянська.
28 червня пролунали два вибуха в порту Бердянська.
30 червня працівники ДБР заочно повідомили про підозру у державній зраді трьом працівникам правоохоронного органу у Запорізькій області, які у квітні 2022 року прийняли пропозиції від окупаційної влади рф та обійняли посади, у тому числі й керівні, у незаконно створених органах міста Бердянську. За даними досудового розслідування, правоохоронці відшукували службовий транспорт та табельну зброю за місцем проживання колег для подальшої передачі в незаконно створений силовий орган окупаційної влади рф, а також інформували окупантів про адреси проживання учасників АТО/ООС періоду 2014—2021 років